# Can Bonomo
Can Bonomo (* 16. května 1987, İzmir, Turecko) je turecký zpěvák židovského původu. Reprezentoval Turecko na Eurovision Song Contest 2012 v Baku, kde s písní Love Me Back obsadil 7. místo.

## Život a kariéra
Narodil se v İzmiru do židovské rodiny. Ve věku sedmnácti let začal v Istanbulu na univerzitě studovat televizní obor a pracoval v několika různých rádiích včetně turecké MTV.
V roce 2011 po dvouletých přípravách vydal debutové album Meczup. O rok později následovalo Aşktan Ve Gariplikten.
Počátkem roku 2012 byl osloven tureckou veřejnoprávní televizí k vystoupení v barvách země na Eurovizi 2012. V květnu následně s písní "Love Me Back" vystoupil v mezinárodním semifinále a finále soutěže v Baku, kde obsadil 7. místo se ziskem 117 bodů. Nejvyšší dvanáctibodové ohodnocení obdržel od hostícího Ázerbájdžánu.

## Osobní život
Udržuje vztah se svojí manažerkou Ece Celebiloglu.[zdroj?]

## Diskografie

### Alba
- Meczup (2011)
- Aşktan Ve Gariplikten (2012)

### Singley
- "Şaşkın" (2011)
- "Bana Bir Saz Verin (2011)
- "Meczup (2011)
- "Love Me Back (2012)
- "Ali Baba (2012)
- "Başkan (2012)